# Dzsó Sódzsi
Dzsó Sódzsi (Muroran, 1975. június 17. –) japán válogatott labdarúgó.
A japán válogatott tagjaként részt vett az 1998-as világbajnokságon.

## Statisztika
| Japán válogatott | Japán válogatott | Japán válogatott |
| Időszak          | Mérk.            | gól              |
| ---------------- | ---------------- | ---------------- |
| 1995             | 1                | 0                |
| 1996             | 3                | 0                |
| 1997             | 13               | 4                |
| 1998             | 10               | 1                |
| 1999             | 5                | 0                |
| 2000             | 2                | 2                |
| 2001             | 1                | 0                |
| Összesen         | 35               | 7                |